# Wadeïta
La wadeïta és un mineral de la classe dels silicats, que pertany al grup de la benitoïta. Rep el nom d'Arthur Wade, geòleg australià, britànic de naixement, qui va ser el primer en recollir mostres del material.

## Característiques
La wadeïta és un silicat de fórmula química K₂Zr(Si₃O9). Cristal·litza en el sistema hexagonal. La seva duresa a l'escala de Mohs oscil·la entre 5,5 i 6.
Segons la classificació de Nickel-Strunz, la wadeïta pertany a «09.CA - Ciclosilicats, amb enllaços senzills de 3 [Si₃O9]6- (dreier-Einfachringe), sense anions complexos aïllats» juntament amb els següents minerals: bazirita, benitoïta, pabstita, calciocatapleiïta, catapleiïta, pseudowol·lastonita, margarosanita, walstromita i bobtrail·lita.

## Formació i jaciments
Va ser descoberta a Walgidee Hills, al comtat de Derby-West Kimberley, a Austràlia Occidental, Austràlia. També ha estat descrita a Myanmar, Rússia, Sud-àfrica, Espanya, Canadà, Brasil i els Estats Units.